# 鵝卵石海灘
鵝卵石海灘是一種由鵝卵石或中小型鵝卵石覆蓋的海灘。

## 概述
雖然鵝卵石海灘在歐洲最常見，但在巴林、北美洲和世界其他一些地區也能找到例子，例如紐西蘭南島的西海岸。
由這種獨特的岩石組合而成的生態系統有各種稀有和瀕危物種定居。
鵝卵石海灘通常很陡峭，因為海浪很容易流過海灘粗糙、多孔的表面，減少侵蝕的影響，並增加沉積物形成陡峭傾斜的海灘。